# Немирни (1. сезона)
Прва сезона драмске телевизијске серије Немирни (ТВ серија) емитовала се од 13. маја до 18. јуна 2023. године на каналима Суперстар ТВ и Прва ТВ. 
Прва сезона се састоји од 12 епизода. 

## Радња
У мрачној ноћи на градилишту у Београду, пронађени су посмртни остаци младог мушкарца.
Инспекторка Мирна Палигорић добија случај и креће у опасну игру мачке и миша, док покушава да реши убиство.
Главни осумњичени, Вукашин Бановић, нестао је након проналаска скелета, али убиство њеног колеге Небојше Убипарића баца потпуно ново светло на случај.
Мирна открива да су у причу умешани много моћнији људи него што је изгледало на први поглед.
Истражујући лажиране обдукције и корупцију у полицији, Мирна се суочава са озбиљном претњом по сопствени живот, док покушава да реши приватне проблеме.
Док се она бави истрагом, Вукашинов брат Момчило покушава да открије истину како би спасио свог брата и породицу од криминалаца који вребају из сенке.
Мирна и Момчило ће морати да се суоче са мафијашима, ДБ-овцима и начелником полиције, али и једно са другим.
Узбудљива атмосфера и напети заплет који прате потрагу Вукашинове породице и полицијску истрагу показаће како је тражити правду од најопаснијих људи у граду...

## Епизоде
| Бр. еп. (укупно) | Бр. еп. (у сезони) | Наслов                                               | Редитељ       | Сценариста                   | Премијера     |
| --- | ------------------ | ---------------------------------------------------- | ------------- | ---------------------------- | ------------- |
| 1 | 1                  | Поглед испод обрва                                   | Дарко Николић | Даница Николић и Јелена Илић | 13. мај 2023. |
| На једном београдском градилишту је случајно пронађен скелет младог мушкарца. Инспекторка Мирна Палигорић предводи полицијску истрагу, док у исто време брат и супруга осумњиченог схватају да је овај нестао. Обе стране очајнички покушавају да пронађу осумњиченог, не схватајући да су се уплели у опасну игру из које је тешко изаћи. Напетост расте како се истрага одвија и ликови се све више заплићу у мрачне тајне које крију.  |                    |                                                      |               |                              |               |
| 2 | 2                  | Крв није вода                                        | Дарко Николић | Даница Николић и Јелена Илић | 14. мај 2023. |
| Инспекторка Мирна се суочава са све већим изазовима док покушава да реши случај нестанка Вукашина Бановића. Како се случај развија, Мирна постаје све сумњичавија према Вукашиновом брату Момчилу, а криминалне организације се све више уплићу у случај. Мирна ће покушати да пронађе начин да одржи свој интегритет и реши случај, док истовремено покушава да избегне опасности које се налазе на сваком кораку.                       |                    |                                                      |               |                              |               |
| 3 | 3                  | Невена и Момчило се упуштају у опасну авантуру       | Дарко Николић | Даница Николић               | 20. мај 2023. |
| Невена и Момчило се одлучују за опасну авантуру и крећу у потрагу за несталим Вукашином. Међутим, њихов план се компликује када се појави Јасна, сестра убијеног момка, која крије своје мотиве и игра двоструку игру. Док се Мирна бори да реши случај, њен приватни живот почиње да се распада под притиском новонасталих околности. |                    |                                                      |               |                              |               |
| 4 | 4                  | Људи који знају где се налази Вукашин полако нестају | Дарко Николић | Даница Николић               | 21. мај 2023. |
| Момчило сазнаје истину о односу између свог убијеног брата Вукашина и недавно убијеног младића. Мирнин партнер је брутално убијен, што додатно отежава ситуацију. За сада само три особе знају где се налази Вукашин, а једна од њих је мртва, што доводи до велике напетости и неизвесности за све јунаке приче. |                    |                                                      |               |                              |               |
| 5 | 5                  | Обдукцијски налаз је лажан                           | Дарко Николић | Даница Николић               | 27. мај 2023. |
| Кућа Момчилове и Вукашинове мајке је обијена и испретурана. Ситуација постаје све напетија, а Момчило схвата у којој опасности се налази читава њихова породица. У исто време, начелник полиције Божовић добија информацију да је обдукциони налаз у вези са смрћу сина Белог, познатог криминалца, лажиран. Божовић хитно мора да сазна ко стоји иза овога, не би ли спасао свој живот и позицију.                                       |                    |                                                      |               |                              |               |
| 6 | 6                  | Потерница                                            | Дарко Николић | Даница Николић               | 28. мај 2023. |
| Бели тражи одговоре од Божовића у вези са својим сином, док Мирна истражује и открива да њен партнер има неку улогу у случају Вукашиновог нестанка. Чудне околности доводе до тога да Момчило, упркос невиности, буде на потерници. Ово покреће нови низ догађаја који ће тестирати границе свих ликова и довести до неочекиваних обрта.                                                                                                  |                    |                                                      |               |                              |               |
| 7 | 7                  | Животи после смрти                                   | Дарко Николић | Даница Николић               | 3. јун 2023.  |
| У напетом следу догађаја, Јасна и Саша успевају да спасу Момчила и Невену из смртно опасне ситуације и тако коначно заслуже њихово поверење. Док се једна напета ситуација одвија, друга кулминира - Бели узима Славујевог сина као таоца, не би ли сазнао истину о смрти свог сина. Ово подиже тензије између криминалних кланова и уводи их у опасан сукоб. Док се сукоб заоштрава, Момчило бива ухапшен и ситуација делује безизлазно. |                    |                                                      |               |                              |               |
| 8 | 8                  | Кум није на дугме                                    | Дарко Николић | Даница Николић               | 4. јун 2023.  |
| Мирна схвата да су њене породичне везе од виталног значаја за решавање случаја на којем ради. У међувремену, Бели добија потребне информације и пушта свог таоца. Међутим, ситуација се додатно закомпликује када се деси велики окршај између противничких злочиначких кланова. У сред свега тога, Вукашин отмичарима нуди велику суму новца у замену за своју слободу.                                                                  |                    |                                                      |               |                              |               |
| 9 | 9                  | Породица се не бира                                  | Дарко Николић | Даница Николић               | 10. јун 2023. |
| Коначно је дошао тренутак истине - назиру се обриси правог убице који одлучује да призна злочин и тако спаси невине људе. У међувремену, Момчила коначно ослобађају оптужби. Оно што ни Момчило ни Мирна не знају је какву историју имају њихове мајке. |                    |                                                      |               |                              |               |
| 10 | 10                 | Домино ефекат                                        | Дарко Николић | Даница Николић               | 11. јун 2023. |
| Момчило и Невена су у великој опасности, скривајући се са Јасном и Сашом. Док се они труде да пронађу начин да се извуку из проблема, Мирна коначно успева да открије где се налази Вукашин. Међутим, стање постаје још сложеније када је Јасна почела да обмањује Момчила, доводећи у питање сигурност његовог брата. Међутим, важан позив прекида њену игру.                                                                            |                    |                                                      |               |                              |               |
| 11 | 11                 | Вукашин се коначно јавља Момчилу                     | Дарко Николић | Даница Николић               | 17. јун 2023. |
| Вукашин се коначно јавља Момчилу и договара се примопредаја. У међувремену, Бели схвата да у његовим редовима постоји кртица која одаје информације, па одлучује да је мора елиминисати. Сумње у Вукашина као почионица убиства полако нестају када се открије да има снажан алиби. Злочиначке организације се сукобљавају на највишем нивоу, а стање кулминира.                                                                          |                    |                                                      |               |                              |               |
| 12 | 12                 | Једна је мајка                                       | Дарко Николић | Даница Николић               | 18. јун 2023. |
| У последњем чину, примопредаја се претвара у крваву замку у којој ће многи изгубити животе, али, коначно откривање убице не доноси потпуну правду јер се његово признање заташкава за сада. Случај је наизглед решен, али многе лажи и даље лебде у ваздуху, чекајући да буду откривене и осветљене. |                    |                                                      |               |                              |               |